# 구로구의회
구로구의회는 서울특별시 구로구 지역을 관할하는 기초의회이다.